# ライサ (小惑星)
ライサ (1137 Raissa) は、小惑星帯（メインベルト）の小惑星。
グリゴリー・ネウイミンが発見し、ロシアの天文学者ライサ・イヴァーノヴナ・マセーエヴァにちなんで名付けられた。